# 東大阪市立花園北小学校
東大阪市立花園北小学校（ひがしおおさかしりつ はなぞのきたしょうがっこう）は、大阪府東大阪市花園本町にある公立小学校。

## 沿革
- 1980年（昭和55年）4月1日 - 東大阪市立花園小学校から分離して開校。

## 通学区域
- 花園西町1丁目、花園東町1丁目1～8番、15～20番、花園本町1丁目、花園本町2丁目1～5番、13番[1]

## 進路状況
ほとんどの児童は東大阪市立花園中学校へ進学するが、国私立中学校へ進学する児童もいる。